# Сакапа (департамент)
Сакапа (на испански: Zacapa) е един от двадесет и двата департамента на Гватемала. Столицата на департамента е едноименния град Сакапа. Населението е 240 600 жители (по изчисления от юни 2016 г.).

## Общини
Сакапа е разделен на 10 общини, някои от които са:
1. Естансуела
2. Гуалан
3. Сакапа
4. Сан Диего
5. Текулутан
6. Усуматлан